# Henry François Le Dran

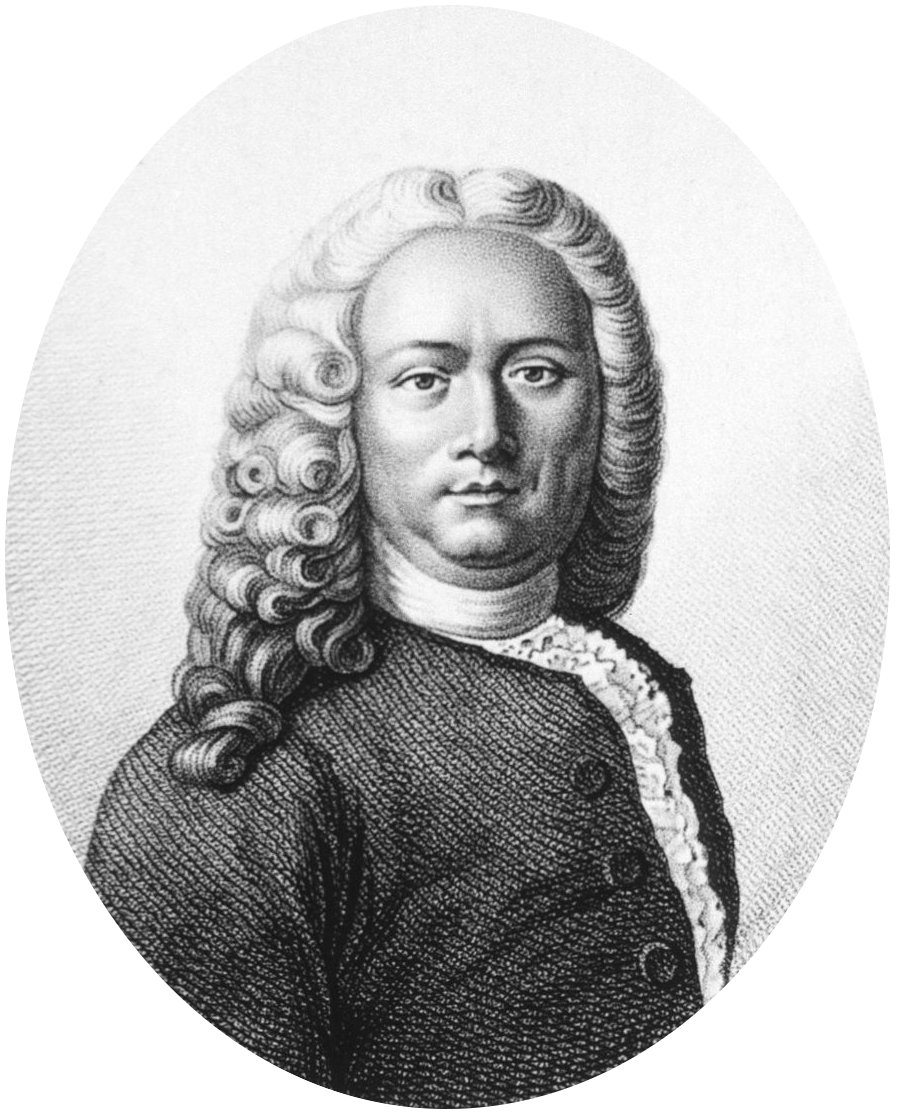
Henri François Le Dran

Henry François Le Dran (* 13. Oktober 1685; † 17. Oktober 1770) war ein französischer Chirurg. Er war Chefchirurg an der Charité in Paris und Königlicher Feldchirurg.
Er lehrte neben Jean-Louis Petit an der Académie royale de Chirurgie in Paris.
Le Dran widmete sein Hauptaugenmerk sowohl der Behandlung von Schusswunden als auch der des Krebses. Er stellte die für damalige Zeit bahnbrechende Überlegung an, dass der Brustkrebs zumindest am Anfang lokaler Natur ist. Erst wenn er sich seinen Weg in die Lymphbahnen geschaffen habe, sei die Prognose für die Patientin schlecht. Le Dran entfernte folgerichtig die ganze Brust mitsamt dem Lymphknoten der Achselhöhle.
Le Dran führte 1718 die erste Exartikulation des Oberarmknochens durch. Im Schmerz sah er ein nützliches Hilfsmittel bei der Lokalisation tiefer abdominaler Wunden. 1737 führte er den Begriff Schock (choquer) in die Medizin ein.
Henry Le Dran war wie Jean-Louis Petit und Sauveur François Morand einer der angesehensten Chirurgen des 18. Jahrhunderts.